# Пйотрово (Вармінсько-Мазурське воєводство)
Пйотрово (пол. Piotrowo, нім. Petersdorf) — село в Польщі, у гміні Любоміно Лідзбарського повіту Вармінсько-Мазурського воєводства.
Населення — 90 осіб (2011).
У 1975-1998 роках село належало до Ольштинського воєводства.

## Демографія
Демографічна структура станом на 31 березня 2011 року:
|          | Загалом | Допрацездатний вік | Працездатний вік | Постпрацездатний вік |
| -------- | ------- | ------------------ | ---------------- | -------------------- |
| Чоловіки | 50      | 8                  | 38               | 4                    |
| Жінки    | 40      | 9                  | 21               | 10                   |
| Разом    | 90      | 17                 | 59               | 14                   |